# خوان فرناندو فيلاسكو
خوان فرناندو فيلاسكو هو مغني إكوادوري، ولد في 17 يناير 1972 في كيتو في الإكوادور.

## وصلات خارجية
- الموقع الرسمي
- خوان فرناندو فيلاسكو على موقع ميوزك برينز (الإنجليزية)
- خوان فرناندو فيلاسكو على موقع أول ميوزيك (الإنجليزية)
- خوان فرناندو فيلاسكو على موقع ديسكوغز (الإنجليزية)